# Rieux-en-Val
Rieux-en-Val é uma comuna francesa na região administrativa de Occitânia, no departamento de Aude. Estende-se por uma área de 6,9 km². Em 2010 a comuna tinha 94 habitantes (densidade: 13,6 hab./km²).